# Opius cosa
Opius cosa är en stekelart som först beskrevs av Fischer 1980.  Opius cosa ingår i släktet Opius och familjen bracksteklar. Inga underarter finns listade i Catalogue of Life.